# Glossogobius hoesei
Glossogobius hoesei је зракоперка из реда Perciformes и фамилије Gobiidae.

## Угроженост
Подаци о распрострањености ове врсте су недовољни.

## Распрострањење
Врста је присутна у Западној Новој Гвинеји (Индонезија).

## Станиште
Станиште врсте су слатководна подручја.